# Estádio Presidente Vargas
Estádio Presidente Vargas – stadion piłkarski, w Campina Grande, Paraíba, Brazylia, na którym swoje mecze rozgrywa klub Treze Futebol Clube.
Pierwszy gol: Alcides (Ypiranga)